# Climat de l'Yonne
Le département de l'Yonne est soumis à un climat relativement rude.

## Description
En raison de sa situation géographique, il est sujet à un hiver rigoureux et à des automnes et printemps assez variable. L'été est quant à lui souvent très chaud (Auxerre a été l'une des villes les plus chaudes de France pendant la canicule de 2003).
L'Yonne se trouve ceinturée par la Loire à l'ouest, par le massif du Morvan au sud, et par les contreforts de la Côte-d'Or à l'est.
C'est un département qui connait de nombreuses différences et le climat suivant la zone habitée en longeant la Seine-et-Marne. Entre climat océanique à tendance continentale au nord et à l'ouest et climat continental en ce qui concerne les zones de l'est et du sud.
L'hiver, la terre peut être pendant une semaine balayée par des vents neigeux formant des congères qui bloquent tous les axes routiers ; il peut aussi se caractériser par une pluie diluvienne où brouillard et givre se mêlent. L'été est, quant à lui, doux et parsemé d'orages. Certains étés peuvent être très chauds et rudes.

## Records
Le mois ayant enregistré le moins de précipitation dans le département est celui de juillet 1951 avec seulement 6,3 mm de pluie alors que la moyenne se situe pour ce mois de l'année à 54 mm. Ce record est suivi de peu par celui de juillet 2015 avec 7,4 mm de pluie, ce qui en fait le deuxième mois le plus sec du département.
Les températures les plus élevées dans le département ont été enregistrées au cours de l'été 1951.

## Historique

### Pluviométrie
- Juillet 1951 : 6,3 mm
- Juillet 2015 : 7,4 mm

## Statistiques
| Mois                                            | jan.          | fév.          | mars          | avril        | mai          | juin         | jui.         | août         | sep.         | oct.         | nov.         | déc.          | année      |
| ----------------------------------------------- | ------------- | ------------- | ------------- | ------------ | ------------ | ------------ | ------------ | ------------ | ------------ | ------------ | ------------ | ------------- | ---------- |
| Température minimale moyenne (°C)               | 0,8           | 0,9           | 3,3           | 5,3          | 9,2          | 12,3         | 14,4         | 14,1         | 11           | 8,2          | 4            | 1,6           | 7,1        |
| Température moyenne (°C)                        | 3,5           | 4,4           | 7,7           | 10,5         | 14,5         | 17,6         | 20,2         | 19,9         | 16,2         | 12,4         | 7,1          | 4,1           | 11,5       |
| Température maximale moyenne (°C)               | 6,3           | 7,9           | 12,1          | 15,6         | 19,8         | 23           | 26           | 25,8         | 21,4         | 16,6         | 10,2         | 6,7           | 16         |
| Record de froid (°C) date du record             | −20,2 16.1985 | −18,8 14.1956 | −11,6 01.2005 | −5,2 12.1986 | −1 06.1957   | 3 02.1962    | 5,8 01.1960  | 4 26.1966    | 0,5 30.1954  | −2,9 29.1997 | −8,8 23.1998 | −15,1 28.1962 | −20,2 1985 |
| Record de chaleur (°C) date du record           | 16,8 12.1974  | 23 28.1960    | 26,6 25.1955  | 29,8 30.2005 | 32,1 27.2005 | 37,7 28.2011 | 39,6 01.1952 | 41,1 06.2003 | 35,3 01.1961 | 31,3 01.1985 | 22,8 01.1968 | 18,4 04.1953  | 41,1 2003  |
| Ensoleillement (h)                              | 64,4          | 85,6          | 139,7         | 175,3        | 200,1        | 215,9        | 233,2        | 224,2        | 176,4        | 118,4        | 64,2         | 51,4          | 1 748,6    |
| Précipitations (mm)                             | 56,4          | 47,7          | 49,1          | 55,9         | 69,8         | 61,4         | 53,9         | 59,4         | 61,2         | 70,8         | 61,1         | 61,2          | 707,9      |
| dont nombre de jours avec précipitations ≥ 1 mm | 11,2          | 9,6           | 10,6          | 9,9          | 11,4         | 9,7          | 7,6          | 7,8          | 8,5          | 10,3         | 11           | 11,6          | 119,2      |
| dont nombre de jours avec précipitations ≥ 5 mm | 4,1           | 3,5           | 3,2           | 3,8          | 4,5          | 4,4          | 3,5          | 3,7          | 3,9          | 4,8          | 4,4          | 4,5           | 48,4       |

| Ville             | Ensoleillement · (h/an) | Pluie · (mm/an) | Neige · (j/an) | Orage · (j/an) | Brouillard · (j/an) |
| ----------------- | ----------------------- | --------------- | -------------- | -------------- | ------------------- |
| Médiane nationale | 1 852                   | 835             | 16             | 25             | 50                  |
| Auxerre           | 1749                    | 708             | 13,5           | 21             | 61                  |
| Paris             | 1 717                   | 634             | 13             | 20             | 26                  |
| Nice              | 2 760                   | 791             | 1              | 28             | 2                   |
| Strasbourg        | 1 747                   | 636             | 26             | 28             | 69                  |
| Brest             | 1 555                   | 1 230           | 6              | 12             | 78                  |
| Bordeaux          | 2 070                   | 987             | 3              | 32             | 78                  |